# António Pedro Cerdeira
António Pedro dos Santos Cerdeira (Monte Estoril, 1 de Junho de 1970) é um ator português.

## Carreira
Cursou Formação de Atores na Escola Profissional de Teatro de Cascais e estagiou, sob a direção de Carlos Avilez no Teatro Experimental de Cascais, onde integrou o elenco das peças O Pranto e As Almas e Breve Sumário da História de Deus de Gil Vicente, A Morte de Danton de Büchner, Auto Das Regateiras de Ribeiro Chiado, Rei Lear de Shakespeare, Rei Leandro de Alice Vieira, Lua Desconhecida de Miguel Rovisco, Ensina-me a Viver de Colin Higgins, Alta Vigilância e Os Biombos de Jean Genet. 
No Teatro Nacional D. Maria II participou em As Fúrias de Agustina Bessa-Luís, dirigido por Filipe La Féria, e na Fundação Gulbenkian foi um dos intérpretes de O Amor em Visita – Poesia Portuguesa das Últimas Três Décadas, espetáculo de poesia dirigido por Gastão Cruz. Trabalhou com Luís Miguel Cintra no Teatro da Cornucópia, participando em A Fabulação de Pasolini e com Jorge Silva Melo nos Artistas Unidos participou em A Queda do Egoísta Johan Fatzer, de Brecht (1999). Interpretou também O Método Grönholm. do autor catalão Jordi Galcerán (2005), dirigida por Virgílio Castelo, Relativamente de Alan Aykbourn (2010) encenada por João Lagarto, Hedda de José Maria Vieira Mendes a partir da obra de Ibsen (2010) encenada por Jorge Silva Melo.

## Televisão
| Ano         | Projeto                                  | Papel                    | Notas                        | Canal |
| ----------- | ---------------------------------------- | ------------------------ | ---------------------------- | ----- |
| 1995        | Roseira Brava                            | Eduardo Falcão           | Elenco Principal             | RTP1  |
| 1995 - 1996 | Primeiro Amor                            | Mário Cruz               | Elenco Principal             | RTP1  |
| 1996        | A Mulher do Senhor Ministro              | Nelo Monteiro            | Ator Convidado               | RTP1  |
| 1996 - 1997 | Polícias                                 | Raul                     | Elenco Principal             | RTP1  |
| 1997        | Filhos do Vento                          | Carlos Vieira            | Elenco Principal             | RTP1  |
| 1997 - 1998 | A Grande Aposta                          | Simão das Neves          | Elenco Principal             | RTP1  |
| 1998        | Ballet Rose                              | Gaspar                   | Participação Especial        | RTP1  |
| 1998        | Diário de Maria                          |                          | Participação Especial        | RTP1  |
| 1998 - 1999 | Os Lobos                                 | Rui                      | Elenco Principal             | RTP1  |
| 1998 - 1999 | Os Lobos                                 | Ricardo Pinto Lobo       | Elenco Principal             | RTP1  |
| 1999        | Médico de Família                        |                          | Pequena Participação         | SIC   |
| 1999        | Jornalistas                              | Vasco Neves              | Pequena Participação         | SIC   |
| 1999        | A Hora da Liberdade                      | Tenente Andrade e Silva  | Elenco Principal             | SIC   |
| 1999 - 2000 | Esquadra de Polícia                      | Osvaldo                  | Elenco Principal             | RTP1  |
| 2000        | A Febre do Ouro Negro                    | Eduardo Covas            | Elenco Principal             | RTP1  |
| 2000 - 2001 | Ajuste de Contas                         | Bruno Reis               | Elenco Principal             | RTP1  |
| 2001        | Elsa, Uma Mulher Assim                   | Horácio                  | Pequena Participação         | RTP1  |
| 2001        | Olhos de Água                            | Duarte Leal              | Protagonista                 | TVI   |
| 2001 - 2003 | Anjo Selvagem                            | Francisco Salgado        | Antagonista                  | TVI   |
| 2003        | O Teu Olhar                              | Miguel Fonseca           | Protagonista                 | TVI   |
| 2003 - 2005 | Ana e os Sete                            | Tino Boavida             | Protagonista                 | TVI   |
| 2004 - 2005 | Inspetor Max                             | Alexandre «Alex»         | Participação Especial        | TVI   |
| 2005        | Ninguém como Tu                          | Frederico Duarte         | Elenco Principal             | TVI   |
| 2006 - 2007 | Tu e Eu                                  | Alexandre Antunes        | Antagonista                  | TVI   |
| 2007 - 2008 | Deixa-me Amar                            | Carlos Peixoto           | Co- Protagonista             | TVI   |
| 2008        | Casos da Vida                            | Pedro                    | Pequena Participação         | TVI   |
| 2008 - 2009 | Feitiço de Amor                          | Eduardo Rocha            | Elenco Principal             | TVI   |
| 2009 - 2010 | Ele É Ela                                | Sérgio                   | Antagonista                  | TVI   |
| 2009 - 2010 | Meu Amor                                 | Leonardo Correia         | Antagonista                  | TVI   |
| 2011 - 2012 | Anjo Meu                                 | Sílvio Saragoça          | Antagonista                  | TVI   |
| 2013        | Portal do Tempo                          | Gustavo Menezes Falcão   | Antagonista                  | TVI   |
| 2013 - 2014 | Destinos Cruzados                        | Luciano Mendes           | Co- Protagonista             | TVI   |
| 2014 - 2015 | Bem-Vindos a Beirais                     | Vasco Nogueira           | Elenco Principal             | RTP1  |
| 2015        | Coração d'Ouro                           | Abel Pedrosa             | Participação Especial        | SIC   |
| 2016 - 2017 | A Impostora                              | Paulo de Jesus Pires     | Elenco Principal             | TVI   |
| 2016 - 2017 | Mulheres Assim                           | José «Zé» Carlos         | Protagonista                 | RTP1  |
| 2017        | A Família Ventura                        | Luís                     | Protagonista                 | RTP1  |
| 2017        | Jacinta                                  | Manuel Marto             | Protagonista                 | TVI   |
| 2017        | Rainha das Flores                        | Leonardo                 | Elenco Adicional             | SIC   |
| 2017 - 2018 | Paixão                                   | Henrique Ribeiro         | Elenco Principal             | SIC   |
| 2018        | Onde Está Elisa?                         | Rui Menezes              | Protagonista                 | TVI   |
| 2019        | Alguém Perdeu                            | Rodrigo Sarmento         | Protagonista                 | CMTV  |
| 2019        | Teorias da Conspiração                   | Melo                     | Elenco Adicional             | RTP1  |
| 2020        | Conta-me como Foi                        | Salvador                 | Participação Especial        | RTP1  |
| 2020        | O Atentado                               | Agostinho Lourenço       | Elenco Principal             | RTP1  |
| 2020        | Nazaré                                   | Nuno Saavedra            | Co- Antagonista              | SIC   |
| 2021 - 2022 | A Serra                                  | Fernando Pereira Espinho | Co- Protagonista             | SIC   |
| 2021 - 2022 | A Lista                                  | Ricardo Silva Pereira    | Participação Especial (OPTO) | SIC   |
| 2022 - 2023 | Sangue Oculto                            | Olavo Corte Real         | Protagonista                 | SIC   |
| 2023        | Marco Paulo                              | António «Toni» Coelho    | Elenco Principal             | SIC   |
| 2024        | Hell's Kitchen - Famosos (2.ª temporada) | Ele Próprio              | Concorrente                  | SIC   |
| 2025        | A Herança                                | Otávio Martins           | Participação Especial        | SIC   |

## Teatro
- Arsénico e Rendas Velhas, de Joseph Kesselring, 2012, Teatro Experimental de Cascais, encenação Carlos Avilez
- Hedda, de José Maria Vieira Mendes/Ibsen, Teatro São Luiz, 2010, encenação Jorge Silva Melo [2]
- Relativamente, de Alan Ayckbourn, 2010/2011, encenação João Lagarto [3]
- O Método Gronholm, de Jordi Galceran, Casa do Artista, 2005, encenação Virgílio Castelo
- Por favor deixe mensagem, de Michael Frayn, 2004, encenação João Lagarto [4]
- Dom João e Fausto, de Christian Dietrich Grabbe, Teatro da Cornucópia, 2001, encenação Christine Laurent
- Encontro com Rita Hayworth, de Pedro Pinheiro, Teatro Aberto, 2000, encenação João Lourenço [5]
- Afabulação, de Pier Paolo Pasolini, Teatro da Cornucópia, 1999,  encenação Luís Miguel Cintra [2][6]
- A queda do egoísta Johann Fatzer, de Bertolt Brecht, Artistas Unidos, 1998, encenação Jorge Silva Melo
- As fúrias, de Agustina Bessa-Luís, Teatro Nacional D. Maria II, 1995, encenação Filipe La Féria [2]
- Breve sumário da história de Deus, de Gil Vicente, Teatro Experimental de Cascais, 1994, encenação Carlos Avilez
- Os Biombos, de Jean Genet, Teatro Experimental de Cascais, 1993, encenação Carlos Avilez [7]
- Alta Vigilância, de Jean Genet, Teatro Experimental de Cascais, 1993, encenação Carlos Avilez [8]
- Ensina-me a viver, de Colin Higgins, Teatro Experimental de Cascais, 1992, encenação Carlos Avilez
- O pecado de João Agonia, de Bernardo Santareno, Teatro Experimental de Cascais, 1991, encenação Carlos Avilez
- Leandro, Rei da Heliria, de  Alice Vieira, Teatro Experimental de Cascais, 1991, encenação Carlos Avilez
- A lua desconhecida, de  Miguel Rovisco, Teatro Experimental de Cascais, 1991, encenação Carlos Avilez [2]
- Rei Lear, de William Shakespeare, Teatro Experimental de Cascais, 1990, encenação Carlos Avilez [2]
- A morte de Danton, de Georg Buchner, Teatro Experimental de Cascais, 1989, encenação Carlos Avilez [2]
- Auto das Regateiras, de Ribeiro Chiado, Teatro Experimental de Cascais, 1989, encenação Carlos Avilez
- D. João no Jardim das delícias, de Norberto Ávila, Teatro Experimental de Cascais, 1988, encenação Carlos Avilez
- O pranto e as almas, de Gil Vicente, Teatro Experimental de Cascais, 1988, encenação Santos Manue l[2]

## Cinema
No cinema participou em diversos filmes dirigidos por realizadores tão diversos como João Botelho, Jorge Silva Melo, Teresa Villaverde ou Luís Filipe Rocha, entre eles:
- 2018 - Soldado Milhões, realização de Jorge Paixão da Costa e Gonçalo Galvão Teles [9]
- 2017 - Jacinta, realização de Jorge Paixão da Costa [10]
- 2015 - A Estreia, realização de Reza Hajipour (curta-metragem) [11][12]
- 2014 - Sei Lá, realização de Joaquim Leitão [13]
- 2013 - Onde Está a Tia?, realização de Nicolau Breyner (curta-metragem)
- 2010 - A Cabine, realização de Paulo Neves
- 2010 - Filme do Desassossego, realização de João Botelho [14]
- 2010 - O Inimigo Sem Rosto , realização de José Farinha [15]
- 2009 - Assalto ao Santa Maria, realização de Francisco Manso [16]
- 2008 - Amália - O Filme, realização de Carlos Coelho da Silva [17][18]
- 2008 - A Corte do Norte, realização de João Botelho [19]
- 2007 - Corrupção, realização de João Botelho [20][21]
- 2007 - O Mistério da Estrada de Sintra, realização de Jorge Paixão da Costa [22]
- 2006 - Sitiados,  de Mariana Gaivão (curta-metragem) [23]
- 2006 - Pele, realização de Fernando Vendrell [24]
- 2002 - Der Gläserne Blick , realização de Markus Heltschl [25]
- 2001 - Camarate, realização de Luís Filipe Rocha
- 1999- António, Um Rapaz de Lisboa, realização de Jorge Silva Melo [2][26]
- 1998 - Os Mutantes, realização de Teresa Villaverde[2]
- 1998 - Azert, realização de Sérgio Baptista

## Streaming
| Ano  | Projeto  | Papel   | Notas                 | Canal   |
| ---- | -------- | ------- | --------------------- | ------- |
| 2019 | Vagabond | Michael | Participação Especial | Netflix |

## Prémios
Troféus de Televisão TV 7 Dias/Impala
| Ano  | Prémio               | Trabalho         | Resultado |
| ---- | -------------------- | ---------------- | --------- |
| 2020 | Melhor Ator de Série | Onde Está Elisa? | Venceu    |